# Anna Karlsson (kanotist)
Anna Karlsson, född den 12 maj 1975 i Karlskoga, Sverige, är en svensk kanotist.
Hon tog bland annat VM-silver i K-4 200 meter i samband med sprintvärldsmästerskapen i kanotsport 1998 i Szeged.
Karlsson är Stor tjej nummer 114 på Svenska Kanotförbundets lista över mottagare för utmärkelsen Stor kanotist.